# Prayers for Bobby
Prayers for Bobby è un film per la televisione del 2009 diretto da Russell Mulcahy, trasmesso per la prima volta dall'emittente via cavo Lifetime il 24 gennaio 2009.
Il film è basato sul libro Prayers for Bobby: A Mother's Coming to Terms with the Suicide of Her Gay Son scritto dal giornalista ed attivista Leroy Aarons, in cui è raccontata la storia vera di Mary Griffith e del suo percorso verso una più consapevole comprensione dell'omosessualità dopo il suicidio dell'amato figlio Bobby.

## Trama
(Mary Griffith)
Mary Griffith è una devota cristiana che alleva i suoi figli con gli insegnamenti conservatori della Chiesa presbiteriana. Tuttavia, quando suo figlio Bobby confida al fratello maggiore che sospetta di essere gay, la vita cambia per tutta la famiglia dopo che il fratello confida il segreto ai suoi preoccupato per l'incolumità di Bobby dopo un tentativo di suicidio. Purtroppo, se il padre di Bobby e i fratelli non sembrano preoccupati per la sua omosessualità, Mary crede che Dio possa "curare" Bobby. Lei lo porta da uno psichiatra e convince Bobby a pregare di più e cercare conforto nelle attività della Chiesa nella speranza di riportarlo sulla retta via. Disperato per riottenere l'approvazione della madre, Bobby fa quello che gli viene richiesto, ma la disapprovazione della Chiesa per l'omosessualità e i tentativi della madre di sopprimere i suoi comportamenti in pubblico lo portano a crescere sempre più complessato e depresso.
Colpito dal senso di colpa, Bobby si allontana con sua cugina, sperando che un giorno sua madre lo accetterà. Si trasferisce in Oregon, capendo di dover convivere con la propria omosessualità. Qui trova un fidanzato, David, conosciuto in un bar per gay. Tuttavia, Mary non condivide il comportamento del figlio. Nonostante conosca i genitori di David, che lo rassicurano che le cose cambieranno, Bobby è ossessionato dalle parole di sua madre, e vede anche David con un altro uomo. La depressione cresce e Bobby è disgustato di sé, intensificandosi in lui stesso la colpa per non essere il figlio "perfetto": nella notte del 27 agosto 1983 si lascia cadere giù da un viadotto autostradale e viene schiacciato da un camion che passava in quel momento, che lo uccide all'istante. La famiglia riceve la notizia orribile il giorno seguente, ed è devastata.
Di fronte alla loro tragedia, Mary comincia a mettere in discussione se stessa e la sua interpretazione della Scrittura. Attraverso il suo lungo viaggio emozionale, Mary raggiunge lentamente la comunità gay e scopre il sostegno inatteso da una fonte che ancora considera improbabile. Comincia a frequentare incontri della comunità gay presso una parrocchia che anche Bobby aveva frequentato ed il reverendo la convince a partecipare ad una riunione di genitori, famiglie e amici di gay e lesbiche (PFLAG). È lì che si rende conto che sapeva di Bobby fin dal concepimento e che il suo vero valore era nel suo cuore gentile e puro.
Diventa sostenitrice dei diritti gay e improvvisa un emozionante discorso durante una riunione del consiglio comunale a sostegno di una giornata della Libertà Gay. Mary invita la gente a pensare prima di parlare, perché "un bambino potrebbe essere in ascolto". La misura viene respinta, ma lei non desiste e porta la famiglia a San Francisco con i membri PFLAG a manifestare in una parata del gay pride, durante il quale vede un giovane che somiglia a Bobby. Lei si avvicina e lo abbraccia, finalmente comprendendo di convivere con la morte del figlio e di impegnarsi a lavorare per i diritti di gay e lesbiche.

## Riconoscimenti
Il film è stato candidato a due Primetime Emmy Award (Miglior film per la televisione; Miglior attrice protagonista in una miniserie o film - Sigourney Weaver). Nella stessa categoria, Sigourney Weaver è stata anche candidata nel 2010 al Golden Globe e allo Screen Actors Guild Award. Il film ha vinto ai GLAAD Media Awards 2010 ed i produttori sono stati candidati per il Producers Guild of America Award 2010. Il film ha vinto il Premio del Pubblico al Favorite Seattle Gay e Lesbian Film Festival.